# Odontites
Odontites es un género de plantas fanerógamas de la familia Orobanchaceae. Comprende 104 especies descritas y de estas, solo 8 aceptadas. Una de sus especies, Odontites granatensis, endémica de la Sierra Nevada en España, estaba tan amenazada que en 1993 sólo quedaban 1500 plantas que sobrevivieron en dos lugares; debido a los esfuerzos de conservación, en 2006 sumaban más de 100 000 ejemplares.

## Descripción
Son hierbas anuales o, más raramente, sufrútices, hemiparásitas, pelosas, por excepción subglabras, a menudo viscosas. Tallos erectos, por lo común con bastantes ramas opuestas o subopuestas, patentes, erecto-patentes o a veces ascendentes, pelosos, con indumento variable, pero nunca con pelos tectores antrorsos y adpresos. Hojas opuestas, rara vez alternas en la parte inferior o las próximas a la inflorescencia, de lineares a estrechamente ovadas, enteras o con algunos dientes, sésiles, con frecuencia prontamente caedizas. Inflorescencia en racimo espiciforme, por lo común secundifloro, muy raramente multilateral; brácteas similares a las hojas. Flores zigomorfas, subsésiles o cortamente pediceladas. Cáliz tubuloso o tubuloso-acampanado, no bilabiado, hendido hasta aproximadamente la mitad, con 4 lóbulos triangulares, ± obtusos, iguales o subiguales, diversamente peloso pero no ceniciento. Corola bilabiada, amarilla, rosada, purpúrea o por excepción parcialmente blanquecina, en general ± pelosa, con pelos tectores sobre todo en la cara externa del labio superior y del tubo, raramente acompañados de algunos glandulíferos, a veces glabra; tubo más corto que el cáliz o rara vez un poco más largo; labio superior convexo, entero o cortamente emarginado; labio inferior dividido en 3 lóbulos profundos –en general mayores de un cuarto del total del labio– y cada uno redondeado o ligeramente emarginado en el ápice. Androceo didínamo; estambres exertos, ocultos o no por el labio superior; filamentos glabros o pelosos; anteras con dehiscencia longitudinal, mucronadas, levemente pelosas o a veces glabras. Gineceo con ovario bilocular; estilo persistente en el fruto, sin porción papilosa bajo el estigma; estigma capitado o a veces muy ligeramente bilobado. Fruto en cápsula, loculicida, oblongoidea o elipsoide, híspida al menos en la mitad superior. Semillas (1)4-40 por cápsula, elipsoides, con costillas longitudinales y minúsculas estrías transversales, de pardo claras a pardo obscuras.

## Taxonomía
El género fue descrito por Christian Gottlieb Ludwig y publicado en Institutiones Historico-Physicae Regni Vegetabilis 120. 1757.    La especie tipo es: Odontites vulgaris Moench

## Especies aceptadas
A continuación se brinda un listado de las especies del género Odontites  aceptadas hasta mayo de 2014, ordenadas alfabéticamente. Para cada una se indica el nombre binomial seguido del autor, abreviado según las convenciones y usos: 
- Odontites discolor Pomel
- Odontites fennica (Markl.) Tzvelev
- Odontites foliosus Pérez Lara
- Odontites litoralis FRIES
- Odontites pratensis Borbás
- Odontites purpureus (Desf.) G.Don
- Odontites salina Kotov
- Odontites vulgaris Moench